# Горбатка (Могилёвская область)
Горбатка (бел. Гарбатка) — деревня в Кричевском районе Могилёвской области Белоруссии. Входит в состав Бельского сельсовета.

## География
Деревня находится в северо-восточной части Могилёвской области, в пределах Оршанско-Могилёвской равнины, на правом берегу реки Околицы (бассейн Сожа), на расстоянии примерно одного километра (по прямой) к северо-западу от Кричева, административного центра района. Абсолютная высота — 163 метра над уровнем моря.

## История
Согласно «Списку населенных мест Могилёвской губернии» 1910 года издания населённый пункт входил в состав Кричевской волости Чериковского уезда Могилёвской губернии. В деревне имелось 50 дворов и проживало 375 человек (205 мужчин и 170 женщин).
27 сентября 2024 года Лобковичский сельсовет Кричевского района Могилёвской области переименован в сельсовет «Бельскі» (на русском языке – «Бельский»).

## Население

### Численность
- 2009 год — 44 жителей

### Динамика
- 2009 год — 44 жителей